# Archanara stattermayeri
Archanara stattermayeri är en fjärilsart som beskrevs av Karl Schawerda 1934. Archanara stattermayeri ingår i släktet Archanara och familjen nattflyn. Inga underarter finns listade i Catalogue of Life.